# 似絢鯰
似絢鯰，為輻鰭魚綱鯰形目鯰科的其中一種，為熱帶淡水魚，分布於亞洲湄公河、湄南河、馬來半島及婆羅洲Barito河及爪哇島淡水流域，體長可達21.4公分，棲息在底層水域，生活習性不明。

## 扩展阅读
維基物種上的相關：似絢鯰